# 윤미나
윤미나(1972년 9월 23일 ~ )는 대한민국의 성우로, 1997년 대교방송 공채 3기로 입사했다.

## 인물

### 내력/특색
- 6년간 공채에서 10번을 낙방하고 11번째에야 합격한 배경이 있으며, 이로 인해 노력형 성우로 잘 알려져있다.
- 초등학생 때는 내성적인 성격이었으나, 담임선생님의 권유로 웅변대회에 나가기 시작했다. 그 때부터 자신의 잠재된 재능(무대체질)을 체득. 고등학생 때 라디오 방송 《별이 빛나는 밤에》에서 별밤 내레이터로 선정되어 거기서 라디오 드라마 녹음을 보고 성우를 목표한다.
- 여성캐릭터에서는 주로 기가 세고 활발한 역할이 많으나 《쵸비츠》의 치이같은 신비스러운 백치미 캐릭터, 《로젠메이든》의 소우세이세키같은 중성적인 캐릭터도 연기한다. 2008년에 애니맥스에서 방영한 《스즈미야 하루히의 우울》에서는 수줍고 연약한 성격의 아사히나 미쿠루를 연기하기도 했다. 이 외에도 소년캐릭터나 동물, 노인 등 연기폭이 매우 넓다.

## 주요 출연작품
※굵은 글씨는 메인 캐릭터.

### TV 애니메이션
- 강철소방대 파이어로보 (EBS) - 마리 팀장, 유리, 태오 어린시절
- 강철의 연금술사 (애니원/애니박스) - 알폰스 엘릭, 캐슬린 엘 암스트롱
  - 강철의 연금술사 BROTHERHOOD (애니박스) - 알폰스 엘릭
- 뱀파이어 기사 (애니맥스) - 소우엔 루카
- 백수왕 고라이온 (대교어린이TV) - 파라공주(알루라,앨로라)
- 건스워드 (애니맥스) - 카르멘, 카롯사
- 검용전설 야이바 (어린이TV) - 바니여왕, 할머니
- 공룡킹 어드벤처 (재능TV) - 조
- 공주님 조심하세요 (애니맥스) - 히메라
- 금붕어 주의보 (애니원) - 세미
- 기동전사 건담 SEED (애니원) - 마류 라미아스, 예고 나레이션, 쥴리(27화)
- 나루토 (투니버스) - 미타라시 앙코, 어린 사스케
- 나루토 질풍전 (투니버스) - 어린 사스케
- 내 친구 아더 (어린이TV) - 머피
- 내 친구 자루 (MBC)
- 던전 앤 드래곤 (챔프TV) - 실라
- 돌격! 빠빠라대 (어린이TV) - 홍애리
- 돌아온 형사 가제트(챔프TV)
- 동물나라 샤코롱 (MBC)
- 디지몬 크로스워즈 (대원방송) - 은세나
- 딸기 100% (애니맥스) - 토죠 아야
  - 딸기 100% OVA (애니맥스) - 토죠 아야
- 또봇 V (KBS) - 이지우, 이니
- 러브 in 러브 (애니원) - 레오나
- 레고 닌자고 (니켈로디언) - 픽셀, 카밀, 반샤, 어린 모로, 독생크, 마키아, 황후
- 레고 프렌즈 (니켈로디언) - 엠마
- 로젠 메이든 (퀴니) - 소우세이세키
  - 로젠 메이든 트로이멘트 (퀴니) - 소우세이세키
- 록맨 에그제 비스트 (애니맥스) - 메일
  - 록맨 에그제 비스트 플러스 (애니맥스) - 메일
- 마법기사 레이어스 OVA (애니박스) - 마린 블루
- 마술사 오펜 (애니맥스) - 볼칸
  - 마술사 오펜 리벤지 (애니맥스) - 볼칸
- 메탈베이블레이드 (투니버스) - 유미야 켄타(노아), 세렌 그레이시
- 메탈베이블레이드 제로G (재능TV) - 렌, 셀린
- 몽구스의 대모험 환타루 (SBS) - 밍가
- 무한의 리바이어스 (애니원) - 파이나 S. 시노자키
- 미나미家 세자매 (애니박스) - 미나미 카나
- 밀림의 왕자 레오 용기가 미래를 바꾼다 (카툰네트워크) - 레오
- 바람의 검심 (애니원) - 마키 미사오, 여해적 슈, 어린 켄신
  - 바람의 검심 OVA 추억편 (애니원) - 토모에
- 벨제바브 (챔프) - 아오이
- 볼트론 특공대 (어린이TV) - 앨로라
- 샤먼킹 (애니원) - 아사쿠라 요우
- 선녀전설 세레스 (애니원) - 마리아
- 스즈미야 하루히의 우울 (애니맥스) - 아사히나 미쿠루, 자이젠'ENOZ'
- 아이즈 퓨어 (애니박스) - 요시즈키 이오리
  - From 아이즈 OVA (애니박스) - 이오리
- 우주해적 미토의 대모험 (대교방송) - 란반(여)
- 언제나 나의 산타! (애니박스) - 셜리
- 유리가면 OVA (애니원) - 신유미
- 이누야샤 (애니원) - 시즈(시오리엄마,73화), 하랑(카란,75화), 냥냥이(72화)
- 암호명 이웃집 아이들 (카툰네트워크) - 5호
- 일지매 (SBS) - 솔이
- 유희왕 GX(1~3기) (대원방송) - 안젤라, 레이
- 전투요정소녀 메이브 (애니박스) - 레이브
- 쥬얼 펫 (재능TV) - 정아링, 페리도트
  - 쥬얼펫 트윙클 (대교방송) - 한빛나, 다이아나 *레이디쥬얼펫(어린이tv) - 나나                                                                                                                                                                   *지옥소녀 2기 (애니맥스) - 레이(17화)
- 쫑아는 사춘기 (대교방송) - 쫑아 이모
- 천사가 될거야 (애니원) - 신지, 에로스
- 천원돌파 그렌라간 (애니맥스) - 요코
- 천하태평 노노짱 (어린이TV) - 강주리 선생님, 나나
- 쵸비츠 (애니원) - 치이
- 최강합체 믹스마스터 (KBS) - 아링
- 카드파이트!! 뱅가드 (카툰네트워크) - 강한빛
- 코드 로쿄 (애니맥스) - 유미
- 클라나드 (애니박스) - 사카가미 토모요, 어린 토모야
- 파워퍼프걸 Z (카툰네트워크) - 카오 / 파워드 버터컵, 부치
- 판도라 하츠 (애니박스) - 앨리스, 어비스의 의지
- 페어리 테일 / 페어리 테일 - 천랑섬 편 (챔프) - 울 / 울티어
- 하늘을 나는 비포 (재능TV) - 베티
- 헌터X헌터 (애니원) - 카나리아(34화), 페이탄(51화)
  - 헌터X헌터 OVA (애니박스) - 페이탄, 카나리아
- 헌터X헌터 리메이크 (애니맥스) - 멘치
- 환상마전 최유기 (애니원)
- 블리치 (애니맥스) - 진타 / 쿠로사키 카린 / 란기쿠 / 우노하나
- 코지 코지 (애니맥스) - 해해
- 뱀부 블레이드 (애니맥스) - 코니시
- 러브 콤플렉스 (애니맥스) - 노부코
- 크게 휘두르며 (애니맥스) - 모모에 마리아 / 스즈네
- 세이버 마리오넷 R (애니맥스) - 라임
- 세이버 마리오넷 J (애니맥스) - 라임 / 룩스
  - 세이버 마리오넷 J to X (애니맥스) - 라임 / 룩스
  - 세이버 마리오넷 J Again (애니맥스) - 라임 / 룩스
- 스트라토스4 (애니맥스) - 나카무라 아야모
- 천지무용 한 여름밤의 이브 (애니박스) - 아에카
  - 천지무용 in LOVE (애니박스) - 아에카
- 천지무용 in LOVE2 (애니박스) - 하루나
  - 천지무용 양황귀 OVA (애니박스) - 아에카
- 구름의 저편 - 약속의 장소 (애니박스) - 사유리
- 슬레이어즈 고저스 (애니박스) - 마를린
- 건담 이글루 - 1년 전쟁 비록 (애니박스) - 모니카 캐딜락 특무대위
- 정령의 수호자 (애니박스) - 챠그무
- 아랑의 노래 (MBC)
- 다카하시 루미코 극장 - 인어의 숲 (애니원) - 린
- 해피 럭키 깜짝맨 (카툰네트워크) - 제로
- 뿅뿅요정 하니 (어린이TV)
- 버즈와 포비 (MBC 무비스) - 포비
- 건담 이볼브 (애니박스) - 스파이
- 명탐정 코난 (투니버스) - 자동응답기
- 몬스터 (투니버스) - 엘자
- 메르헤븐 (투니버스) - 도로시
- 나루토 SD - 록 리의 청춘 닌자전 (투니버스) - 앙코
- 티미의 못말리는 수호천사 (니켈로디언) - 에이제이 / 트릭시 / 이빨요정
- 엉뚱발랄 재키캣 (애니원) - 재키
- 마기 (카툰네트워크) - 엄마
- 꿈의 전사 드림 디펜더즈 (어린이TV) - 조이
- 동화나라 포인포 (KBS) - 비비
- 이상한 나라의 앨리스 (대교방송) - 실리아
- 쇼콜라의 마법 (투니버스) - 쇼콜라
- 토리코 (애니박스) - 어린시절 코코 / 2대 멜크
- 바오밥섬의 파오파오 (EBS) - 파오파오
- 알쏭달쏭 캐치! 티니핑 (JEI 재능TV) - 솔찌핑, 레이먼 엄마
- 터닝메카드 (KBS) - 이소벨, 나찬의 어머니, 윙톡
- 터닝메카드 W (KBS) - 이소벨, 나찬의 어머니, 윙톡
- 터닝메카드 R (KBS) - 이소벨, 이솔빈, 괴도 X
- 빠샤메카드 (MBC) - 이소벨, 나찬의 어머니, 윙톡
- 베베데빌베베데빌2기 - 나소소
- 출동! 포돌이가 간다 (SBS) - 우리
- 깨미탐험대 (MBC)
- 꿈의 왕국 소피 루비 (SBS) - 비비

### 극장용 애니메이션
- 진구의 마계대모험 ~7인의마법사~(챔프) - 다영이
- 메탈파이트 베이블레이드 (투니버스) - 노아
- 모노노케 히메 (챔프) - 토키
- 짱구는 못말려 (챔프) - 전설을 부르는 춤을 춰라! 아미고 (챔프) - 재클린 피니
- 폭풍우 치는 밤에 (챔프) - 미이
- 하울의 움직이는 성 (챔프) - 바느질 여자
- 엑스 극장판 (애니박스) - 키슈 아라시
- 강철의 연금술사 극장판 (애니원) - 알폰스 엘릭
- 스피드 레이서 넥스트 제너레이션 (카툰네트워크) - 루시
- 헌터X헌터 극장판 팬텀루즈 - 레츠
- 베르세르크 극장판 (애니박스) - 캐스커
- 부그와 엘리엇2 - 지젤
- 원피스 필름 골드 - 바카라

### 게임
- 드래곤네스트 - 로제
- 센티멘탈 그래피티 - 윤미라
- 키리노 매니아 - 키리노 코우사카
- 유희왕 듀얼 링크스  안젤라,레이
- 쿠키런: 킹덤 - 딸기맛 쿠키, 와일드딸기맛 쿠키, 벨벳케이크맛 쿠키 어린시절

### 영화
- 글로리아 (SBS)
- 에볼루션 (SBS)
- 가면라이더 류우키 극장판 (애니박스) - 미호(가면라이더 팜)
- 이웃집 토토로 - 쿠사카베 야스코

### 외화
- 초성신 그란 세이저 (대원방송) - 루시아
- 파워레인저 와일드스피릿 (대원방송) - 우자키 란(와일드 옐로우) (후쿠이 미나)

### 노래
- 쵸비츠 (대원방송)
  - 서투른 사랑 (with 성우 엄상현)

### 방송
- KBS 뉴스 9 (KBS)

### 드라마 CD
- 숨덕부 - 서연지